# The Nomads
The Nomads är ett svenskt garagerockband, bildat 1980 i Solna.
De ursprungliga bandmedlemmarna var Hans Östlund (gitarr), Nick ("Nix") Vahlberg (bas/gitarr och sång) och Joakim Tärnström (gitarr/bas). Flera olika trummisar var med första tiden. Med Ed Johnson på trummor spelade bandet in sin första skiva, singeln "Psycho" 1981. Östlund och Vahlberg har varit med under hela bandets historia. I den nuvarande sättningen ingår sedan 1987 utöver dessa två också Jocke Ericson (trummor) och Björne Fröberg (basgitarr).
Deras namn är ett exempel på kulturell appropriering, då bandets Solna-bakgrund inte ger dem något gemensamt med nomadfolk.

## Historia
Startskottet på bandets långa karriär var mini-LP:n Where the Wolfbane Blooms 1983, som var deras första album. Bandet blev, åtminstone till en början, antagligen mer känt utomlands än i Sverige med sin gitarrbaserade rock. Bandet har sedan starten blandat covers med eget material. Antalet skivor är svårräknat men man har gjort över 20 album. Om man räknar singlar, nyreleaser, gästspel och blandskivor har bandet gjort över 100 titlar.
Trots många Europaturnéer spelades The Nomads sällan på radio och visades knappt i TV. Bandets popularitet spreds med djungeltrumman och genom intensivt turnerande. 1985 höll man över 70 spelningar runtom i Europa och Sverige. The Nomads har varit en stilbildare. Bland svenska band som fört vidare traditionen kan nämnas The Hives, Sator, Hellacopters och Backyard Babies - var och en på sitt sätt. 2001 firade bandet tjugoårsjubileum med en konsert på Hultsfredsfestivalen tillsammans med gästartister såsom Jello Biafra, Wayne Kramer (MC5), Nicke Andersson, Handsome Dick Manitoba och Ross the Boss från The Dictators med flera . Konserten direktsändes i ZTV. 
Under 1990-talet inleddes ett samarbete med Staffan Hellstrand som resulterade i att bandet medverkde på dennes album Eld (1992) och Pascha Jims dagbok (1996).
The Nomads är fortfarande aktiva och gör ett tiotal spelningar per år, flera i Stockholm och Sverige men också utomlands. I juni 2008 gjorde bandet en bejublad spelning ihop med Roky Erickson på festivalen Peace & Love i Borlänge.

## Hyllningsalbum
År 2003 släpptes ett hyllningsalbum till The Nomads, kallat "20 years too soon", med anspelning på hur före sin tid bandet var med sin garagerock-stil som skulle komma att bli så populär långt senare. Medverkande på detta album är bland andra Bob Hund (Sverige), The Hellacopters (Sverige), The Dictators (USA), Electric Frankenstein (USA), Sewergrooves (Sverige), Maryslim, (Sverige).

## Diskografi
Studioalbum
- 1983 – Where the Wolf Bane Blooms (LP, mini-album)
- 1984 – Temptation Pays Double (LP, mini-album)
- 1987 – Hardware (LP)
- 1989 – All Wrecked Up (LP, CD)
- 1991 – Sonically Speaking (LP, CD)
- 1994 – Powerstrip (LP, CD)
- 1996 – The Cold Hard Facts of Life (10" vinyl, CD)
- 1999 – Big Sound 2000 (LP, CD)
- 2001 – Up-Tight (LP, CD)
- 2012 – Solna (LP, CD, Digipak)

Livealbum
- 1996 – Made in Japan (Recorded in Sweden) (LP, CD)
- 2015 – ¡DEMOLICION! Live At El Sol, Madrid (LP)

Samlingsalbum
- 1984 – Outburst (LP)
- 1987 – Rat Fink a Boo-Boo (LP)
- 1994 – Showdown! (1981-1993) (2xCD)
- 1995 – Flashback #09 (CD)
- 1996 – Raw & Rare (10" vinyl, CD)
- 2002 – Showdown 2 – The 90's (2xCD)
- 2006 – Nomadic Dementia (2xLP, (CD)